# Unbound
Unbound es el tercer álbum de la banda sueca Death metal, Merciless. Fue lanzado en 1994 por No Fashion Records. La portada fue creada por Kristian Wahlin.

## Lista de canciones
1. "Unbound"  (6:20)
2. "The Land I Used to Walk"  (3:38)
3. "Feebleminded"  (2:40)
4. "Back to North"  (8:36)
5. "Silent Truth"  (3:10)
6. "Lost Eternally"  (5:42)
7. "Nuclear Attack"  (2:41)
8. "Forbidden Pleasure"  (5:09)

- Datos: Q6155937